# Katsudō Shashin
Katsudō Shashin (活動写真, "Imagens em Movimento"), às vezes chamado de fragmento de Matsumoto, é um curta-metragem de animação japonesa conhecido por ser a obra mais antiga da animação do Japão. Criado por Jun'ichi Kōuchi . Evidências sugerem que foi produzido em 1907. Foi descoberto em um projetor de uma casa em Quioto em 2005.
O filme dura três segundos e mostra um menino escrevendo "活動写真", tirando o chapéu e fazendo uma saudação. Os frames foram feitos em estêncil em vermelho e preto usando um dispositivo para fazer diapositivos na lanterna mágica de vidro, e a tira do filme foi preso em um loop de reprodução contínua.

## Descrição
O filme consiste na sequência de cinquenta frames desenhados numa fita celuloide e dura três segundos, a uma velocidade de dezasseis frames por segundo. Nele aparece um menino com uniforme de marinheiro escrevendo em kanji a expressão Katsudō Shashin (活動写真, imagens em movimento) e em seguida se virando de frente ao espectador, tirando o chapéu e fazendo uma saudação.
Ao contrário da animação tradicional, os frames não foram produzidos para fotografar as imagens, mas ficaram impressos diretamente no filme usando a técnica de estêncil. Isto foi feito com um kappa-ban, um dispositivo projetado da técnica de estencilizar os slides da lanterna mágica. As imagens estavam em vermelho e preto em uma fita de 35 mm, cujas extremidades estavam presas em um loop para visualização contínua.

## Antecedentes
A tecnologia do filme projetado chegou pela primeira vez no Japão vindo do Ocidente, em 1896–1897. Sabe-se que a primeira animação estrangeira a ser exibida em um cinema no país foi Les Exploits de Feu Follet de Émile Cohl de 1911, que estreou em Tóquio em 15 de abril de 1912; em sua vez, algumas animações japonesas de Ōten Shimokawa, Seitaro Kitayama e Junichi Kouchi estiveram entre as primeiras produções deste gênero a serem exibidas em salas de cinema. Agora perdido, alguns filmes foram descobertos em "filme de brinquedo" que são versões para visualização de projetores caseiros. O mais antigo desses filmes é Hanawa Hekonai meitō no maki de 1917, conhecido como Namakura Gatana na sua versão caseira.

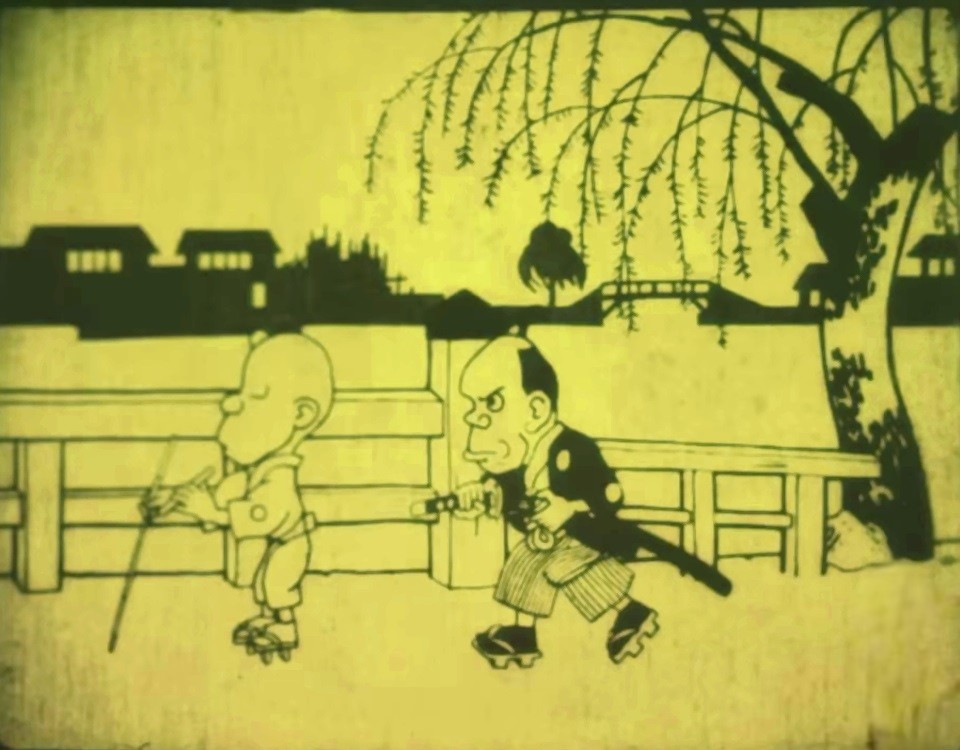
Filmes de animação japonesa como Hanawa Hekonai meitō no maki de Junichi Kouchi começaram aparecer nos cinemas em 1917.

Uma das primeiras formas de projeção de animações no Japão foi imprimir quadros em brinquedos ópticos, como por exemplo zootropo. Em 1898, o fabricante de brinquedos alemão Gebrüder Bing apresentou um cinematógrafo em um festival de brinquedos em Nuremberga. Logo outros fabricantes locais de brinquedos estavam vendendo dispositivos similares. Filmes em live-action destes dispositivos eram caros de se fazer; então possivelmente estes dispositivos foram rapidamente colocados à venda para animações em 1898, que pode ser fixado em loops para visualização contínua. As importações destes dispositivos alemães apareceram no Japão em 1904.

## Redescoberta
Em dezembro de 2004, um comerciante de segunda mão de Quioto contatou Natsuki Matsumoto, um especialista em iconografia da Universidade de Artes de Osaka. O comerciante tinha obtido uma série de filmes e projetores de uma antiga família de sua cidade, interessado em comprar, Matsumoto viajou até Quioto no mês seguinte. A coleção incluía três projetores, onze filmes 35 mm, e treze slides de vidro para lanternas mágicas.
Em 13 de julho de 2005, Matsumoto encontrou a fita do filme de Katsudō Shashin; que estava em más condições. Baseado nas evidências das datas de fabricação dos projetores em sua coleção, Matsumoto e um historiador de animação Nobuyuki Tsugata determinaram que o filme foi produzido em 1907. Na época, eram raros os cinemas no Japão; por isso acredita-se que era um artigo que foi produzido em massa e vendido a um preço elevado, o material podia ser vendido apenas aos clientes que teriam em sua própria casa um projetor. Para Matsumoto, a fita devia ter vindo de uma empresa pequena, dada a má qualidade da fita e sua técnica de impressão rudimentar. O criador do filme é desconhecido.
A descoberta foi amplamente coberta pela mídia japonesa. Dada a especulação da data de sua criação, a fita pode ser mais antiga do que o primeiro trabalho de animação de Cohl e dos americanos James Stuart Blackton (Humorous Phases of Funny Faces, 1906) e Winsor McCay (Little Nemo, 1911). Enquanto se mantinha a importância da descoberta da produção da animação na Era Meiji. O jornal japonês Asahi Shimbun discordou sobre a colocação do filme na genealogia da animação japonesa, chamando de "controverso que (Katsudō Shashin) deve mesmo ser chamado de animação no sentido contemporâneo".